# Terlago
Terlago é uma comuna italiana da região do Trentino-Alto Ádige, província de Trento, com cerca de 1.455 habitantes. Estende-se por uma área de 37 km², tendo uma densidade populacional de 39 hab/km². Faz fronteira com Fai della Paganella, Molveno, Lavis, Zambana, Andalo, Trento, Vezzano.